# ひとり歩き (小柳ルミ子の曲)
「ひとり歩き」（ひとりあるき）は小柳ルミ子の24枚目のシングル。1978年1月25日にワーナー・パイオニアから発売された。

## 収録曲
1. ひとり歩き
作詞：なかにし礼、作曲：さかうえけんいち、編曲：森岡賢一郎
2. 長崎アプローチ
作詞：竜真知子、作曲：後藤康直、編曲：森岡賢一郎